# 9 Lives (álbum de Kat DeLuna)
9 Lives es el álbum de estudio debut de la cantante estadounidense Kat DeLuna. Salió a la venta en Estados Unidos el 7 de agosto de 2007. El álbum es una mezcla de R&B, pop, música latina e influencias dancehall. El álbum está producido principalmente por RedOne, que en aquel momento era desconocido. Muchas de las canciones del álbum tienen un aire hispano, principalmente el tema Am I Dreaming. El álbum cuenta con colaboraciones de artistas como Shaka Dee, Don Omar, Elephant Man y el rapero estadounidense Busta Rhymes. Más tarde, DeLuna volvería a colaborar con Elephant Man en su álbum de 2010, Inside Out.
Con 9 Lives se publicaron tres sencillos. El primero de ellos, "Whine Up", con Elephant Man como voz invitada, se ha convertido en el mayor éxito de DeLuna hasta la fecha. Es, hasta ahora, su único sencillo que ha entrado en la lista Billboard Hot 100 de Estados Unidos, donde alcanzó el número 29. En ese país, la canción se convirtió en un éxito de ventas. En ese país, la canción se convirtió en un gran éxito durante el verano, encabezando la lista Hot Dance Club Play y recibiendo una gran difusión en las emisoras de radio. También tuvo éxito en otros países, llegando al top 10 en Francia y Bélgica. El single también tuvo un gran éxito en países como Alemania y Australia, llegando al Top 20 en ambos países.
El segundo sencillo oficial fue "Run the Show". En la versión estadounidense participó el rapero Busta Rhymes, pero en la versión internacional actuó Don Omar. El sencillo se ha convertido en uno de los más vendidos de DeLuna y en el primero en entrar en las listas del Reino Unido. Aunque no llegó a entrar en la lista Hot 100 en Estados Unidos, el single resultó ser un gran éxito de baile, alcanzando el número 2 en la lista Hot Dance Club Play. El último sencillo del álbum fue "In the End", que sólo se lanzó en algunos territorios, excepto en Estados Unidos y el Reino Unido.
El álbum fue un fracaso comercial en Estados Unidos. Debutó en el número 58 de la lista estadounidense Billboard 200, vendiendo 11.000 copias en su primera semana. Funcionó mejor en países extranjeros, sin embargo, ha llegado al top 20 en Bélgica, Polonia y Finlandia. En Francia, el álbum alcanzó un pico de número 26, y más tarde recibió una certificación de plata en el país.

## Antecedentes
A los 15 años, DeLuna participó en un concurso de karaoke patrocinado por Coca-Cola. Su versión de "I Will Always Love You" quedó en primer lugar. Fue en este concurso donde conoció al cantante de salsa cubano Rey Ruiz. Ruiz le dio a DeLuna este consejo: "Nadie te conoce mejor que tú, y nadie puede ayudarte si tú no puedes ayudarte a ti misma". DeLuna empezó a componer su propia música y ha seguido haciéndolo. En 2004, cuando DeLuna tenía 17 años, Coquette actuó como telonera en un concierto de Cassidy en Nueva Jersey. En 2006, DeLuna optó por seguir una carrera en solitario y fue fichada por Epic Records. Tras firmar con la discográfica, DeLuna se reunió con el productor RedOne, y ambos colaborarían más tarde en la mayoría de los temas del álbum. DeLuna también conoció al rapero Don Omar, que prestó su voz para el tema Run the Show. Shaka Dee y Busta Rhymes también colaboraron en Run the Show, publicándose la versión de Don Omar en la edición europea del álbum, la de Shaka Dee en territorios españoles y la de Busta Rhymes en Estados Unidos. DeLuna también colaboró con Elephant Man en el tema Whine Up, que se publicó en todo el mundo. La edición Konvict Musik del álbum también cuenta con Akon en la canción, Am I Dreaming, que originalmente fue interpretada en solitario por DeLuna.

## Composición
La música que se encuentra en el álbum es generalmente R&B y pop, así como dancehall, latin y hip hop. A lo largo del álbum, se aprecian influencias españolas en la mayoría de los temas. El álbum comienza con una intro, antes de dar paso a la siguiente canción. Tras la intro, aparece el segundo sencillo del álbum, Run the Show. La versión original del álbum presenta a DeLuna cantando la canción ella sola, pero hay varias versiones de la canción que se publicaron en distintos países. En este tema, DeLuna habla de dominar la pista de baile. La siguiente canción es Am I Dreaming, que inicialmente iba a ser el segundo sencillo del álbum. La canción difiere mucho del carácter bailable del tema anterior, con un ritmo más tropical. En la canción, DeLuna se pregunta si está soñando, porque la persona a la que ama es tan perfecta. El cuarto tema del álbum es el sencillo principal, Whine Up. En este tema dancehall, DeLuna canta sobre un movimiento de baile llamado whine up. Tanto en la versión del álbum como en la del sencillo, Elephant Man rapea un verso en el tema. La quinta canción del álbum es Feel What I Feel. La canción es más parecida a Am I Dreaming, en el sentido de que ambas presentan una relajante melodía tropical. Es una de las canciones más lentas del álbum. Love Me or Leave Me es la sexta canción del álbum. Es una balada pop en la que DeLuna canta sobre un ritmo de piano y habla de lo mejor que le ha pasado en la vida cuando su ex la dejó.
La séptima canción del álbum es In the End, que también sirve como tercer y último sencillo del álbum en algunos países europeos. El ritmo de la canción es más enérgico, con una guitarra de fondo. El tema habla de que a DeLuna no le queda nada excepto la persona a la que ama. "Love Confusion" es el octavo tema del álbum. La canción tiene un ritmo de trance, mientras DeLuna canta sobre estar confundida por el amor que siente por alguien. Animal es la novena canción del álbum. La canción es similar en melodía a Whine Up, sin embargo, presenta una fuerte influencia española. Be Remembered, la décima canción del álbum, cuenta con Shaka Dee como cantante invitado. En este tema dance de ritmo medio, DeLuna también muestra sus dotes vocales. La canción habla principalmente de que todo el mundo tiene su oportunidad de brillar y ser recordado. Enjoy Saying Goodbye es la undécima canción del álbum y la última en inglés. La canción comienza como una balada, pero poco a poco se convierte en un tema dance más animado. Los tres últimos temas del álbum son versiones en español de canciones ya escuchadas. La versión en español de Whine Up es la duodécima canción del álbum, y le sigue Como Un Sueño, que se traduce como Am I Dreaming en inglés. La decimocuarta y última canción es la versión española de Run the Show.

## Lanzamiento
Tras el éxito del sencillo principal de 9 Lives, Whine Up, el álbum se lanzó rápidamente. El álbum se publicó por primera vez en Estados Unidos y Canadá, donde fue lanzado simultáneamente el 7 de agosto de 2007 por Epic Records y Sony Music Entertainment. Al día siguiente, el álbum recibió un lanzamiento japonés, por Sony Music Japan. Debido a que DeLuna cambió de discográfica, el álbum no se publicó en 2007 en ningún otro territorio. Sin embargo, a lo largo de la primavera y el verano de 2008, el álbum fue editado por el sello musical de Akon, Konvict Music.  Para dar paso a esta edición en Estados Unidos, prevista para el 29 de julio de 2008, el álbum original fue retirado de las iTunes Store estadounidenses y japonesas.  Sin embargo, debido al mediocre rendimiento de "Run the Show", la reedición en Estados Unidos nunca llegó a materializarse.  La versión original se mantuvo también en Canadá, mientras que la Konvict Music Edition se lanzó en Europa, así como en Australia, Nueva Zelanda y Japón (donde se publicaron ambas versiones).

## Lista de Canciones
Todas las canciones están producidas por RedOne.

| N.º   | Título                                                                          | Duración |  |
| 1.    | «9 Lives» (Intro)                                                               | 1:06     |  |
| 2.    | «Run the Show» (con Shaka Dee)                                                  | 3:31     |  |
| 3.    | «Am I Dreaming»                                                                 | 4:14     |  |
| 4.    | «Whine Up» (con Elephant Man)                                                   | 3:25     |  |
| 5.    | «Feel What I Feel»                                                              | 4:04     |  |
| 6.    | «Love Me, Leave Me»                                                             | 4:11     |  |
| 7.    | «In the End»                                                                    | 3:23     |  |
| 8.    | «Love Confusion»                                                                | 4:02     |  |
| 9.    | «Animal»                                                                        | 3:23     |  |
| 10.   | «Be Remembered» (con Shaka Dee)                                                 | 3:37     |  |
| 11.   | «Enjoy Saying Goodbye»                                                          | 4:05     |  |
| 12.   | «Whine Up» (Spanish Version; con Elephant Man) (bonus track)                    | 3:25     |  |
| 13.   | «Como un Sueño» (Versión en Español de "Am I Dreaming") (bonus track)           | 3:59     |  |
| 14.   | «Aquí Estoy» (Version en Español de "Run the Show"; con Don Omar) (bonus track) | 3:30     |  |
| 49:55 |                                                                                 |          |  |

| Japanese bonus tracks |                               |          |  |
| N.º                   | Título                        | Duración |  |
| 15.                   | «How We Roll» (con Shaka Dee) | 3:41     |  |
| 16.                   | «You Are Only Mine»           | 3:30     |  |
| 52:39                 |                               |          |  |

| Konvict Musik edition |                                   |          |  |
| N.º                   | Título                            | Duración |  |
| 1.                    | «9 Lives» (Intro)                 | 1:08     |  |
| 2.                    | «Run the Show» (con Busta Rhymes) | 3:31     |  |
| 3.                    | «Am I Dreaming» (con Akon)        | 3:58     |  |
| 4.                    | «Feel What I Feel»                | 4:04     |  |
| 5.                    | «Whine Up» (con Elephant Man)     | 3:25     |  |
| 6.                    | «Love Me, Leave Me»               | 4:11     |  |
| 7.                    | «In the End»                      | 3:23     |  |
| 8.                    | «Love Confusion»                  | 4:02     |  |
| 9.                    | «Animal»                          | 3:23     |  |
| 10.                   | «You Are Only Mine»               | 3:30     |  |
| 11.                   | «Enjoy Saying Goodbye»            | 4:05     |  |

| Bonus Tracks |                                                                                 |          |  |
| N.º          | Título                                                                          | Duración |  |
| 12.          | «Whine Up» (En Español; con Elephant Man) (bonus track)                         | 3:25     |  |
| 13.          | «Aquí Estoy» (Versión en Español de "Run the Show"; con Don Omar) (bonus track) | 3:30     |  |
| 14.          | «Como un Sueño» (Spanish Version of "Am I Dreaming") (bonus track)              | 3:59     |  |

| Japanese bonus track |                                         |          |  |
| N.º                  | Título                                  | Duración |  |
| 15.                  | «Cut Off Time» (Omarion con Kat DeLuna) | 3:25     |  |

| Japanese limited edition bonus DVD |                                                |          |  |
| N.º                                | Título                                         | Duración |  |
| 1.                                 | «Run the Show» (music video; con Busta Rhymes) |          |  |
| 2.                                 | «Whine Up» (music video; con Elephant Man)     |          |  |

## Charts

### Weekly charts
| Chart (2007–08)                     | Peak position |
| ----------------------------------- | ------------- |
| Austria (Ö3 Austria)                | 64            |
| Bélgica (Ultratop Flandes)          | 16            |
| Bélgica (Ultratop Valonia)          | 22            |
| Finlandia (Suomen Virallinen Lista) | 15            |
| Francia (SNEP)                      | 26            |
| Alemania (Offizielle Top 100)       | 73            |
| Polonia (ZPAV)                      | 12            |
| Suiza (Schweizer Hitparade)         | 49            |
| Estados Unidos (Billboard 200)      | 58            |

### Year-end charts
| Chart (2008)                | Position |
| --------------------------- | -------- |
| Bélgica (Ultratop Flanders) | 55       |
| Francia (SNEP)              | 128      |

## Historial de Lanzamiento
| Región         | Fecha                    | Discográfica             | Edición               |
| -------------- | ------------------------ | ------------------------ | --------------------- |
| Estados Unidos | 7 de agosto de 2007      | Epic Records             | Standard edition      |
| Canadá         | 7 de agosto de 2007      | Sony Music Entertainment | Standard edition      |
| Japón          | 8 de agosto de 2007      | Sony Music Japan         | Standard edition      |
| Francia        | 21 de abril de 2008      | Universal Music Group    | Konvict Musik Edition |
| Singapur       | 1 de mayo de 2008        | Universal Music Group    | Konvict Musik Edition |
| Alemania       | 25 de julio de 2008      | Universal Music Group    | Konvict Musik Edition |
| Australia      | 29 de septiembre de 2008 | Universal Music Group    | Konvict Musik Edition |
| Polonia        | 8 de septiembre de 2008  | Universal Music Group    | Konvict Musik Edition |